# Czołczyn
Czołczyn [pronunciación en polaco: /ˈt͡ʂɔu̯t͡ʂɨn/] es un pueblo ubicado en el distrito administrativo de Gmina Lutomiersk, dentro del condado de Pabianice, Voivodato de Łódź, en el centro de Polonia. Se encuentra a unos 3 kilómetros al noroeste de Lutomiersk, a 20 kilómetros al noroeste de Pabianice, y a 21 kilómetros al oeste de la capital regional Łódź.
El pueblo tiene una población aproximada de 200 habitantes.